# Claville-Motteville

Claville-Motteville este o comună în departamentul Seine-Maritime, Franța. În 1 ianuarie 2022 avea o populație de 259 de locuitori.